# 小智
小智（しょうち）は、604年から648年まで日本にあった冠位である。冠位十二階で最も低い冠位で、大智の下にあたる。

## 概要
推古天皇11年12月5日（604年1月11日）に制定され、大化3年（647年）の七色十三階冠制により翌4年（648年）4月1日に廃止になった。十三階制では第12階の小黒に引き継がれた。

## 小智の人物
『日本書紀』に小智の冠位で見える人物はいない。『因幡国伊福部臣古志』という古系図に小智冠の人物が見える。
- 伊福部久遅良 - （因幡国伊福部臣古志）
- 伊福部都牟自 - （因幡国伊福部臣古志）